# Pact van 1802

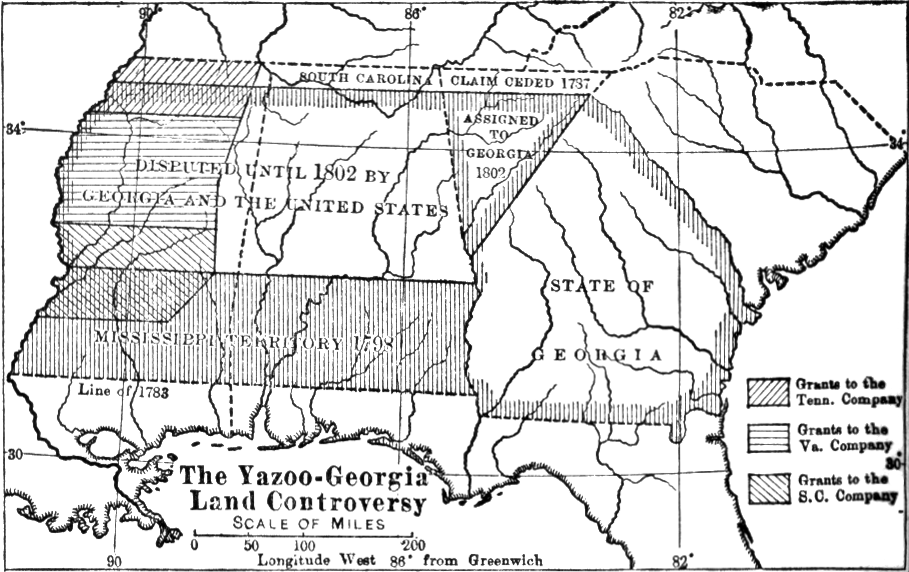
Kaart van de Yazoo lands, met onder andere aanduiding van de hedendaagse grenzen van de staat Georgia en het gebied dat in 1802 door Georgia werd overgedragen aan de Amerikaanse federale overheid ("Disputed until 1802 by Georgia and the United States").

Het Pact van 1802, formeel de Articles of Agreement and Cession (Nederlands: Artikelen van Overeenkomst en Overdracht) was een pact tussen de Amerikaanse federale overheid en de staat Georgia dat werd afgesloten op 24 april 1802, waarbij Georgia de Yazoo lands afstond aan de federale overheid. De Yazoo lands vormden tot dan het westelijk gedeelte van Georgia en maakten sinds 1795 onderwerp uit van een het Yazoo land-schandaal, een groot politiek schandaal dat heel wat ophef teweegbracht in die periode. Vanwege de aanhoudende controverse droeg Georgia het betrokken gebied over aan de federale overheid voor een bedrag van 1,25 miljoen Amerikaanse dollar. De federale overheid nam ook de juridische procedures die na het schandaal waren opgestart, mee over. De federale overheid deelde het verworven gebied in onder het Mississippiterritorium.